# アブラハムとイサク (ストラヴィンスキー)
『アブラハムとイサク』（英: Abraham and Isaac、ヘブライ語: אברהם ויצחק）は、イーゴリ・ストラヴィンスキーが1962年から1963年にかけて作曲した宗教的バラッド。
創世記22章1-19節のイサクの燔祭を歌詞としたバリトン独唱と室内管弦楽による音楽で、ヘブライ語で歌われる。

## 作曲の経緯
1962年に80歳を迎えたストラヴィンスキーは米国各地だけでなく南アフリカ・イスラエル・イタリア・ドイツ・カナダ・ベネズエラ・さらにソ連を訪問した。イスラエルではイスラエル・フェスティヴァルに招かれ、フェスティヴァルのための曲を委嘱された。
ヘブライ語の歌詞に作曲するというのはニコラス・ナボコフの提案による。ストラヴィンスキーはヘブライ語の知識を持たなかったが、オックスフォード大学のアイザイア・バーリンの助けを得ることができた（ただしロバート・クラフトによると、ヘブライ語カンタータに関するストラヴィンスキーとバーリンによる共同作業は1961年にすでに始まっている）。
曲は1963年3月3日に完成した。イスラエル国の人々に献呈されている。

## 初演
1964年8月23日にエルサレムの国際コンベンションセンター (בנייני האומה) でエフライム・ビランの独唱とロバート・クラフト指揮イスラエル・フェスティバル管弦楽団の演奏で初演された。翌日にはカイサリアでも演奏された。

## 編成
バリトン独唱と、36人の小規模な管弦楽による。
フルート2、アルトフルート、オーボエ、コーラングレ、クラリネット、バスクラリネット、ファゴット2、ホルン、トランペット2、トロンボーン2（テノールとバス）、チューバ、弦5部（6-6-4-3-2）。
演奏時間は約12分。

## 内容
十二音技法に従っているが、12の音からなる音列は前奏に1度だけ出現し、ほかは音列を6音ずつに分けて回転させる技法を使用している。
ストラヴィンスキーによれば、言語の特徴を生かすために前打音を多用している。ストラヴィンスキーはしばしば言語の特性を無視して作曲することで批判されるが、この曲に関してはヘブライ語の音色や強勢を音楽に反映させたと言っている。
短い前奏の後、神がアブラハムを呼び、モリヤの地でイサクを献げ物とするように伝える。ふたりの若者を残してアブラハムとイサクが目的地に向かうところで1分強の長い間奏になり、ふたりの歩みを表すような静かな音楽が流れる。アブラハムとイサクの会話では「vayyomer」（そして彼は言った）が特徴のある音型で繰りかえされる。
通常ならクライマックスになるはずの、アブラハムがイサクを殺そうとするシーンは淡々と流され、その後の天使の言葉、とくにアブラハムの子孫を増やすという神の誓いに重点が置かれる。「汝わが言に遵ひたるによりて」（18節）の「šama'ta」（汝はしたがった）の語は繰りかえして長いメリスマをつけて歌われる。
最後はゆっくりとした曲になり、アブラハムらがベエルシェバに向かったことを静かに伝えて終わる。